# Emerich Rath
Emerich Rath (5. listopadu 1883 Praha – 21. prosince 1962 Broumov) byl všestranný sportovec česko-německého původu.

## Životopis
Narodil se v Praze, v rodině obuvnického pomocníka Josefa Ratha (1849 Sušice – 1908 Broumov) a jeho manželky Františky, rozené Wanerové (*1848). Šlo o smíšené česko-německé manželství, otec byl české národnosti a matka německé národnosti. Měl mladšího bratra Rudolfa (*1884), další tři jeho sourozenci zemřeli krátce po narození. V roce 1885 se odstěhoval s rodiči do Broumova.
V Broumově navštěvoval obecnou a měšťanskou školu v německém jazyce, ale otec ho doma učil český jazyk. Byl plně česko-německy bilingvní. Sám Rath ve svých vzpomínkách uvedl, že se později vždy hlásil k české národnosti: „Chodil jsem v Broumově, kde byl otec zaměstnán v tovární nemocnici na Olivětíně jako ošetřovatel, do německé školy, ale doma mě každý den otec učil česky. Hlásil jsem se při sčítání lidu jako Čech.“ Historik Petr Zídek uvádí, že ve všech známých úředních dokladech má Rath uvedenu českou národnost a jeho dochovaná korespondence je psána bezchybnou češtinou. Jako o „pražském Němci“ se o něm později začalo psát z toho důvodu, že působil v několika německých sportovních klubech.
Byl jedním z prvních lyžařů v Čechách (bylo mu tehdy 10 let), lyžování se učil sám. Ve svých čtrnácti letech v roce 1897 se Rath odstěhoval zpět do Prahy. Rodina byla trvale policejně hlášena v Praze, od roku 1910 pouze matka-vdova se synem Emerichem.
Ve čtrnácti se začal učit příručím v železářství U Rotta. Hrál fotbal za DFC Prag a hokej za DEHG Prag. Od šestnácti let byl vegetariánem. Po vojenské službě v Krakově se věnoval velkému množství sportů: atletice, plavání, pozemnímu a lednímu hokeji, kanoistice či rychlobruslení.
Hodnotné jsou jeho chodecké a běžecké výkony: 108 km z Ústí nad Labem do Liberce ušel za 12 a půl hodiny (1905), 20 km z Prahy do Brandýsa za 1:49:47 (1908), závod Praha–Běchovice za 40:52 (1904). Tento závod běžel vícekrát, naposledy v roce 1954. Od roku 1905 vyhrál v Německu 11 chodeckých závodů na 50 km s cca 30 kg vojenské výzbroje, v roce 1909 vytvořil rekordní čas 6:13. Říšské ministerstvo války tehdy uvažovalo o zavedení bezmasé stravy pro vojsko. Na lyžích na mistrovství Království českého v roce 1907 vyhrál na trati 5 km, zatímco na 10 km a 50 km byl druhý. Startoval na olympijských hrách v roce 1908 za Rakousko, běžel maraton za 3:50:30,4. Na olympiádě v roce 1912 ve Stockholmu zaběhl maraton v čase 3:37:03.
Po roce 1900 je mu připisován prvovýstup horolezecké cesty Komín obtížnosti 3 UIAA v horní části skalního masivu Žabák v Divoké Šárce v Praze.
V roce 1912 vyhrál boxerské mistrovství Německa v těžké váze. V zápase remizoval s berlínským mistrem těžké váhy. V Berlíně se také 24. června 1912 oženil s Františkou Krausovou.
Během 8. ročníku padesátikilometrového mistrovského závodu v běhu na lyžích v Krkonoších dne 24. března 1913 po prudké změně počasí odstoupil ze závodu. Později se tři nejzdatnější závodníci, včetně Ratha, vydali hledat ztraceného Bohumila Hanče. Rath jej našel naprosto vysíleného u Zlatého návrší, posadil jej k tyči a vydal se pro pomoc na Labskou boudu. Hanč však zemřel na selhání srdce. Během záchranné akce umrznul také Václav Vrbata, který Hančovi půjčil kabát a čepici. Film Synové hor natočený v roce 1956 podle Rathových slov na premiéře neodpovídal skutečnosti.[zdroj?]
V roce 1914 hrál hokej za Čechy na mistrovství Evropy, kterého se zúčastnili pouze Belgičané, Češi, Němci a do počtu místní Berlínský klub.

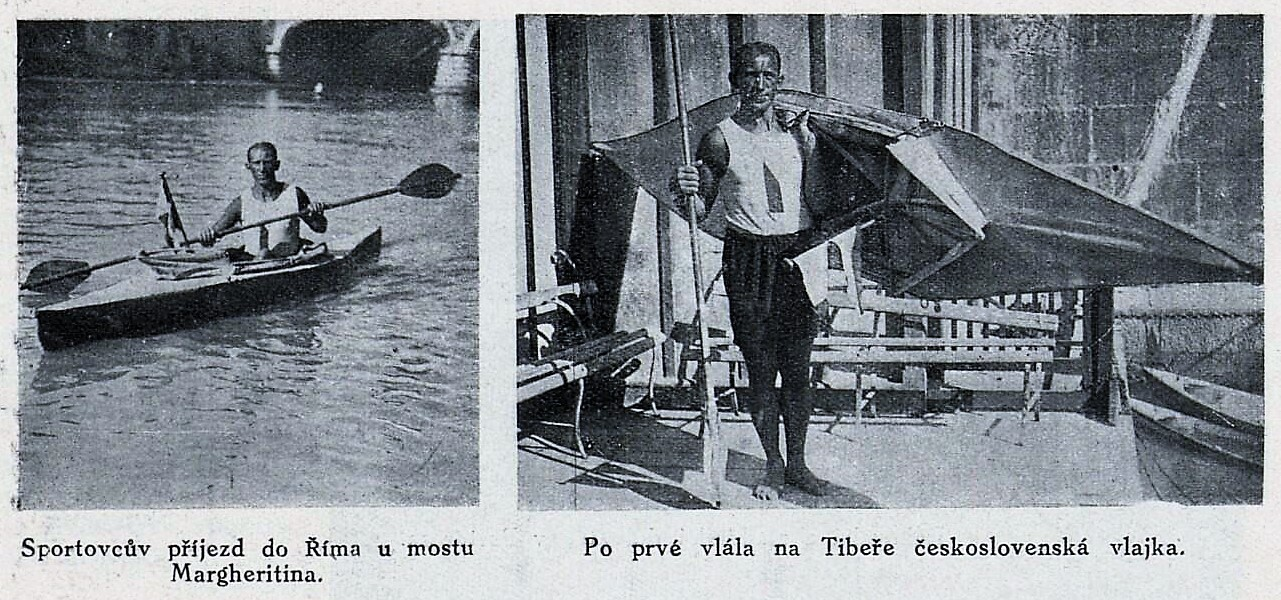
Emerich Rath, Itálie 1921

Za první světové války sloužil jako instruktor lyžováni v Alpách, věnoval se také jízdě na bobech a horolezectví. V roce 1916 byl vyznamenán stříbrným záslužným křížem za záchranu svých žáků při lavinové katastrofě. V roce 1921 splul řeky Adige a Pád (z Bolzana do Benátek) a Tiberu (z Città di Castello do Říma).
V roce 1923 se vrátil k Rottovi, kde zahájil prodej sportovních potřeb a kde také v roce 1929 zaměstnal i legendárního norského skokana na lyžích Sigmunda Ruuda (1907–1994), který na konci dvacátých let pobýval v Praze.
V roce 1929 Rath otevřel vlastní velkoobchod sportovním zbožím ve stánku 28 Veletržního paláce a běžný sportovní obchod v pasáži mezi domy Na Příkopě 23 a Ovocný trh 12 (vžil se pro ni název Rathova pasáž, od rekonstrukce roku 2011 se nazývá Pánská pasáž). Kromě sportovního zboží v něm prodával také vybavení pro trampy, když se sám stal příznivcem trampingu. Mezi trampy byl znám pod přezdívkou Šedivý vlk. V Lukách pod Medníkem vybudoval ranč s velkým sportovištěm.
V roce 1924 jel na kajaku 360 km po Seině do Paříže na olympijské hry, kde se setkal s Pierrem de Coubertinem. Po Dunaji dopádloval za 24 hodin z Pasova do Vídně. Vyhrával mistrovství Československa kajakářů. Ještě v roce 1947 ve věku 64 let běžel závod Běchovice–Praha.

## Na sklonku života
Za protektorátu ukrýval německého žida Borise Efenberga, kterému pomáhal i po válce. Nepřihlásil se ani k říšskému občanství. Rath k tomu ve vzpomínkách uvedl, že za okupace na něj byl činěn nátlak, aby se přihlásil k německé národnosti, ale on to odmítl se slovy: „Moje rodiče jsou Češi, já zůstanu tím, kým mě rodiče vychovali. Čechem.“ Po válce nebyl odsunut. V dokumentech Státní bezpečnosti při vyšetřování v letech 1952–53 byl Rath označován jako člověk „české národnosti“.
Po únoru 1948 se střetl s komunisty, obchod se sportovními a trampskými potřebami byl Rathovi zabaven a on sám na rok uvězněn (za propagaci západního stylu života a amerikanismus). Tehdy zemřela jeho žena. Ve finanční tísni rozprodával zbytek svého majetku.
Ve filmu Synové hor z roku 1956 o krkonošské lyžařské tragédii hrál malou roli hajného.
Plánoval dojet na olympiádu do Říma v roce 1960 na kole, nezískal však povolení od komunistických úřadů. Místo toho byl umístěn do domova důchodců v Benešově, odkud odešel do Broumova. Žil u bratrance, se kterým se po několika měsících nepohodl, odešel od něj a žil jako bezdomovec, což bylo v roce 1962 nepřípustné. Byl umístěn do domova důchodců na zámku ve Stárkově, zemřel na infarkt v nemocnici v Broumově, v první zimní den roku 1962. Dožil se 79 let.
V roce 2004 udělil Klub pro Fair play při Českém olympijském výboru Emerichu Rathovi zvláštní cenu In memoriam.

## Obraz v umění
- Emerich Rath je jednou z výrazných postav knihy Synové hor spisovatele Františka Kožíka vydané poprvé v roce 1954 a poté ještě v dalších třech vydáních. V knize je Rath charakterizován jako přítel a sportovní soupeř Bohumila Hanče: „srdečný a otevřený, žil dříve v Praze a znali se s Hančem z minulých závodů“.[18] Podle knihy v roce 1956 režisér Čeněk Duba natočil stejnojmenný film Synové hor. Skutečný Emerich Rath v něm hrál epizodní roli lesníka.[18]
- Tereza Verecká: Cesta Emericha Ratha, původní divadelní představení o broumovském hrdinovi. Režie a dramaturgie: Petr Lanta, hudba: Jan Matásek, dramaturgie: Pavla Nohýnková, výprava: Petr Vaněk, produkce: Tereza Vodňanská. Hrají: Martin Legerski, Gabriela Pyšná, Kryštof Nohýnek, Petr Haken, Kateřina Vejrostová a další. Předpremiéra: 22. července 2018, Broumovský klášter, sál Dřevník.[19]
- V roce 2022 měl premiéru film režiséra Tomáše Hodana Poslední závod natočený o tragickém závodě z roku 1913, v němž postava Emericha Ratha představuje jednu z hlavních rolí. Ratha si v něm zahráli Marek Adamczyk a Oldřich Kaiser.